# Gemini Rue
Gemini Rue – Verschwörung auf Barracus ist ein Point-and-Click-Adventure im Retro-Look, das vom US-Amerikaner Joshua Nuernberger kreiert wurde. Es ist im Science-Fiction-Genre angesiedelt und bedient sich beim Stil des Film noir. In Deutschland wird es von Daedalic Entertainment vertrieben.

## Handlung
Der erste Handlungsstrang beginnt auf dem von der Mafia kontrollierten Planeten Barracus im Gemini-System. Die dortige Verbrecherorganisation, die Boryokudan, kontrolliert neben dem Drogenhandel auch alle staatlichen Behörden. Der Polizist Azriel Odin hat sich heimlich in die Stadt Pittsburg eingeschleust, um sich mit einem Informanten zu treffen, der Informationen über den Verbleib von Azriels Bruder besitzt. Vom Informanten erfährt er, dass der Vermisste in die Weiten des Alls verschleppt wurde. Um den Aufenthaltsort des Bruders zu erfahren, geht Azriel einen Deal mit dem örtlichen Boryokudan-Führer ein. Er verspricht, eine Ladung Drogen wiederzubeschaffen, die der Verbrecherorganisation abhandengekommen ist. Nachforschungen führen ihn zu Sayuri, einer jungen Außenseiterin, die den Drogenhandel der Boryokudan bekämpfen möchte. Sie stammt von der Raumstation Center-7, auf der Azriels Bruder gefangengehalten wird. Sayuri beschließt, dabei zu helfen, in das Center-7 zu gelangen, weil sie dort selbst einen Freund befreien möchte, welchen sie bei ihrer Flucht zurücklassen musste.
Parallel zu Azriel Odin wird der Charakter Delta-Six gespielt. Dieser befindet sich in einer Rehabilitationseinrichtung zur Resozialisierung. Nach einem Fluchtversuch wurde sein Gedächtnis gelöscht und muss neu konditioniert werden. Dies geschieht in Form von Übungen, die sich hauptsächlich mit Schusswaffentraining befassen. Geleitet werden diese Aufgaben vom Direktor, der nur in Form einer Lautsprecherstimme auftritt. Beim Abschluss der letzten Prüfung besteht für Delta-Six die Gefahr, das Gedächtnis erneut gelöscht zu bekommen und mit einer frischen Persönlichkeit entlassen zu werden. Um das zu verhindern, steht ein neuer Fluchtversuch bevor. Hilfe bekommt Delta-Six dabei von Epsilon-Five, einer jungen Computerexpertin, und von Giselle, der Organisatorin des Ausbruchversuchs. Doch bleibt ihr Vorhaben nicht unbemerkt und Giselle wird während der Flucht erschossen. Auch Delta-Six wird betäubt und für eine neue Persönlichkeit vorbereitet. Lediglich Epsilon-Five kann sich an Bord eines Frachters retten und entkommt. Von diesem Zeitpunkt an nennt sie sich selbst Sayuri.
Zusammengeführt werden beide Handlungsstränge, als Azriel und Sayuri ins Center-7 eindringen. Ertappt vom Direktor, eröffnet dieser ihnen, dass sie in seine Falle geraten sind. Es existiert gar kein Bruder. Dieser war nur eine eingebaute Sicherheit, die Azriel Odin zurück nach Center-7 bringen sollte. Auch seine Persönlichkeit ist konstruiert. Er ist lediglich das missglückte Ergebnis einer speziellen Konditionierung samt Gesichtsoperation. Er war als Profikiller für die Boryokudan entlassen worden, wandte sich aber schließlich gegen sie. Im Center-7 wird er vom Direktor mit Delta-Six angesprochen.

Azriel wird erneut das Gedächtnis gelöscht und Sayuri in eine Zelle gesperrt. Doch kann sie sich befreien und findet dank ihrer Computerkenntnisse zum verwirrten Azriel. Um Sicherheitstüren öffnen zu können, sabotiert sie den Reaktor der Raumstation, die daraufhin evakuiert werden muss. Aufgrund der geöffneten Türen beschließt Sayuri ihre ursprünglichen Gedächtnisspeicher zu besorgen und dringt in das Büro des Direktors ein. Noch bevor sie die Speicher hat, überrascht dieser die junge Frau und verletzt sie durch einen Schuss. Trotz der Beeinträchtigung seines Gedächtnisses eilt Azriel Sayuri zu Hilfe und erschießt den Direktor. Schließlich fliehen sie von der Station.

### Schauplatz und  Stil
Die Handlung spielt zwischen dem Jahr 2228 und 2229 und befindet sich in einer von der Menschheit besiedelten Galaxie.
Deren erster Schauplatz ist die ehemals neu gegründete Stadt Pittsburg auf dem terraformierten Planeten Barracuda im Gemini-System. Dessen Stil orientiert sich an dem des Film noir und vereint sie mit Elementen der Science-Fiction, was stark an den Film Blade Runner erinnert. Der ermittelnde Hauptcharakter trägt einen Trenchcoat und führt Untersuchungen in einer ewig verregneten und heruntergekommenen Stadt durch, die einer verwahrlosten amerikanischen Ostküstenstadt aus den Achtzigern ähnelt. In dieser scheint es nie Tag zu werden und deren Bevölkerung ist von Drogenabhängigen und Obdachlosen gekennzeichnet. Dabei wird die pessimistische Lage deutlich, nach der eine übermächtige Verbrecherorganisation alle Regierungsämter durch Korruption und Gewalt kontrolliert.
Der zweite Schauplatz ist die Raumstation Center-7, welche abseits des Gemini-Systems in einem Nebel versteckt liegt. Im Gegensatz zum düsteren und schmutzigen Pittsburg wirkt sie, abseits der Wartungsräume, zunächst hell und steril. Dennoch zeigen sich Elemente des Cyberpunk. So ist die Station lediglich ein Gefängnis, dessen moderne Technologie zur Überwachung und Gehirnwäsche der Insassen benutzt werden, um maßgeschneiderte Persönlichkeiten zu erschaffen. Während des Aufenthalts wird ihnen die Individualität mittels Gedächtnislöschung geraubt. Ihre Kleidung ist einheitlich und unterscheidet sich nur anhand von Farben. Als Erkennungsmerkmal tragen sie eine Nummer auf der Haut. Ihnen gegenüber steht der Direktor, eine unpersönliche Stimme aus dem Lautsprecher, welche die absolute Kontrolle ausübt.

### Hauptcharaktere
- Azriel Odin - Bevor er die Seiten wechselte, arbeitete er als Profikiller für die Boryokudan. Danach wurde er Polizist und bekämpft seitdem seine alten Arbeitgeber. Ist auf der Suche nach seinem verschwundenen Bruder.
- Kane Harris - Pilot und Partner von Azriel Odin, der ihn in seinem Unterfangen unterstützt.
- Matthius Howard - Ex-Partner von Azriel Odin, mit dem er auch im Gemini-Krieg kämpfte. Schwor nie wieder eine Waffe in die Hand zu nehmen. Nun auf der Flucht vor den Boryokudan. Nachdem er Azriel Odin geholfen hat, möchte er seiner Familie in die Sicherheit folgen.
- Sayuri - Unregistrierte Außenseiterin auf Barracus, die einen Kampf gegen die Boryokudan und deren Drogenhandel führt.
- Delta-Six - Gefangener in der Rehabilitationseinrichtung Center-7, in welcher man ihn inoffiziell auch Charlie nennt. Ihm wurde nach einem Fluchtversuch das Gedächtnis gelöscht. Wird im Gebrauch von Schusswaffen ausgebildet.
- Epsilon-Five - Mitinsassin von Delta-Six, wo sie im Umgang mit Computern geschult wird. Steht unter dem Schutz von Delta-Six.
- Balder - Ebenfalls Gefangener von Center-7. Als Einzelgänger genießt er einen schlechten Ruf.
- Giselle - Häftling in der Rehabilitationseinrichtung Center-7. Entzieht sich der Beobachtung des Direktors und organisiert einen Ausbruch.
- Der Direktor - Die bestimmende Stimme aus dem Lautsprecher. Zuständig für Gedächtnislöschung und Konditionierung der Testsubjekte von Center-7.

## Spielprinzip und Technik
Eine Besonderheit ist die grafische Retro-Pixel-Optik in niedriger Auflösung, die den LucasArts- und Sierra-Klassikern zu Beginn der 1990er-Jahre gleicht. Erstellt wurde das Spiel mit der freien Software Adventure Game Studio.
Alle Hintergründe wurden von Hand gemalt. Die Navigation und Interaktion des Protagonisten mit der Spielwelt wird Grafik-Adventure-genretypisch mit der Maus ausgeführt, wobei im Point-and-Click-Verfahren Szenen gewechselt und Objekten und Personen angeklickt werden können. Dort erscheint ein kleines Menü, in dem der Spieler zwischen Auge (Anschauen), Hand (Benutzen), Sprechblase (Reden), Fuß (Treten) und einem Gegenstand aus dem Inventar wählt. Ausnahmen bilden hier nur das Benutzen von Kisten und die gelegentlichen Kampfhandlungen, welche mittels der Tastatur vollzogen werden.

## Produktionsnotizen
Gemini Rue begann als Studentenprojekt Nuernbergers an der University of California, zunächst unter dem Namen Boryokudan Rue. Autor Nuernberger verknüpfte für das Skript verschiedene Ideen für Spielhandlungen, um eine mehrgleisige Handlung zu erschaffen. Das Projekt gewann beim Independent Games Festival in San Francisco einen Nachwuchspreis. Zu diesem Zeitpunkt beteiligt waren lediglich Autor und Grafiker Nuernberger sowie Komponist Nathan Allen Pinard. Nuernberger verwendete die Engine AGS für die Erstellung des Spiels. Nach Abschluss eines Vermarktungsvertrags mit Wadjet Eye Games organisierte die Firma Sprachaufnahmen sowie kleinere technische und grafische Überarbeitungen. Wadjet Eye veröffentlichte das Spiel weltweit als Download-Version; in Deutschland veröffentlichte Daedalic Entertainment zusätzlich eine auf Deutsch neu vertonte, dingliche Version für den Einzelhandel. 2013 erschien durch Wadjet Eye eine Version für mobile Endgeräte mit den Betriebssystemen Android und iOS.
Im Spiel integriert sind Entwicklerkommentare, welche optional eingeschaltet und während des Spielverlaufs angehört werden können. Joshua Nuernberger spricht dort über einzelne Spielelemente und deren Entwicklung. Auch Outtakes der englischen Sprachausgabe sind darunter. Als Bonusspiele sind Chatroom und La Croix Pan im Paket enthalten.

## Rezeption
Aus 24 aggregierten Wertungen erzielt Gemini Rue auf Metacritic einen Score von 82.
Gemini Rue hat von den Kritikern überwiegend positive Bewertungen bekommen. Für die deutsche Presse kann die Durchschnittswertung von critify.de herangezogen werden, die bei 79 % liegt.
Das Fachmagazin Adventure-Treff lobte vor allem die „sehr spannende Geschichte mit philosophischen und gesellschaftskritischen Ansätzen“, außerdem die Vertonung und die Atmosphäre des Spiels. Kritisiert wurden die „altbackene Grafik“ sowie kleinere technische Unzulänglichkeiten. Das Magazin stellte heraus, dass Gemini Rue „ohne ausufernde Dialoge und aufgesetzte Rätsel“ auskomme und durch seine Inhalte zum Nachdenken anrege.

### Auszeichnungen
Noch unter dem Namen Boryokudan Rue wurde das Spiel bei dem Independent Games Festival 2010 mit dem Student Showcase Award ausgezeichnet. Das Fachmagazin Adventure Gamers ordnete Gemini Rue 2011 in seiner Liste Top 100 All-Time Adventure Games auf Platz 79 ein.